# Struttura (semiotica)
Nozione cardine dello strutturalismo filosofico, della linguistica strutturale e della semiotica, la struttura è una totalità di relazioni fra unità la cui descrizione scientifica prescinde dalle proprietà mostrate dalle unità stesse.
In questo senso il termine struttura presenta due accezioni:
1. Organizzazione di dipendenze tra elementi;
2. Immanenza: sistema formale soggiacente alle concrete manifestazioni.

## Caratteristiche
La ricerca di strutture fonologiche, morfologiche, sintattiche, prosodiche, semantiche, narrative, poetiche, retoriche, culturali è accomunata dalla natura oppositiva e funzionale dei diversi sistemi di volta in volta ricostruiti. Si pone dunque il problema di uno studio tipologico delle opposizioni reperite in fase di analisi (privative, partecipative, polari, scalari, reciproche… ).
Greimas e Rastier propongono di riassumere la struttura fondamentale delle opposizioni nel quadrato semiotico: esso esplicita le relazioni di antonimia, contraddizione, iperonimia/iponimia, subcontrarietà che si danno tra elementi semplici. Tali strutture sono acroniche.

### Operatività
A partire da questo livello fondamentale, il percorso generativo rende conto della costituzione di strutture più complesse nei diversi campi menzionati. Quello di struttura appare allora come un concetto operativo: il carattere funzionale delle strutture permette loro di produrre configurazioni più complesse e trasformare le esistenti. Si tratta di una caratterizzazione della struttura che accomuna le principali correnti dello strutturalismo secondo il filosofo Gilles Deleuze, che generalizza concetti mutuati dalla linguistica strutturale come casella vuota, catena di trazione, catena di propulsione,.

### Ulteriori articolazioni
L’operatività della nozione di struttura permette di distinguere due modi di esistenza degli universi di senso: i sistemi semiotici (paradigmatiche, ad esempio, le lingue storico-naturali), contraddistinti dalla relazione (o … o … ) tra i propri elementi, e i processi semiotici (sintagmatiche, ad esempio testi linguistici quali le voci di Wikipedia) contraddistinti dalla relazione (e … e …) tra i propri elementi.

## Nessi con altri termini della semiotica
La nozione di struttura è legata alla natura relazionale dell’epistemologia semiotica: le differenze sono condizione di possibilità perché vi sia del senso. Le relazioni differenziali precedono gli elementi della lingua, i quali non sono dotati di identità positiva. L’esempio di Saussure concerne il genitivo femminile plurale di diverse lingue slave, che coincide con il tema nudo (-0). La differenza tra la presenza e l’assenza di una terminazione di caso è dunque sufficiente a manifestare il senso.
Inteso in questo senso, il concetto di struttura ha una duplice valenza: 
1. caratterizza il metodo di analisi della semiotica;
2. mette in forma gli universi semantici analizzati.

Nella prima accezione, struttura si connette a termini tecnici della semiotica strutturale quali deduzione, induzione, generalizzazione, totalità, universali, forma, gerarchia, funzione. In quanto forma di un universo semantico la struttura è invece in relazione a termini come assiologia, modalità, ideologia, antonimia, iperonimia/iponimia, contraddizione.

## Storia
Ferdinand de Saussure impiega il termine struttura in due accezioni: 
Secondo Tullio De Mauro, è la prima nozione di struttura, intesa come raggruppamento sintagmatico, lineare, a prevalere in Saussure, e ad avere successo entro lo strutturalismo americano. La seconda accezione rende esplicita la natura operativa della struttura nella generazione del processo a partire dagli elementi del sistema, e segnerà lo sviluppo dello strutturalismo europeo.
Quanto alla tradizione americana, Leonard Bloomfield espone la nozione di ordine strutturale, contrapposta nella sua oggettività all’ordine descrittivo: quest’ultimo dipende dal metodo adottato e non dalla lingua stessa.
È meramente descrittivo dire che il parlante per passare da “traccia” a “tracce” prima sostituisce “a” con “e” e poi elimina la “i”. È invece un fatto strutturale che la forma “traccia” somigli per certe caratteristiche e differisca per altre da “tracce”.
Secondo Ernst Cassirer, i primi strutturalisti (Viggo Brøndal - al quale Cassirer attribuisce l’elaborazione del “programma dello strutturalismo”-, Nikolaj Sergeevič Trubeckoj e Roman Jakobson), concepiscono la struttura linguistica come sistema nel senso saussuriano di “insieme coerente”, ossia come totalità di elementi interdipendenti. Tale concezione è rinvenibile anche in Antoine Meillet.
John Rupert Firth, titolare dal 1944 al 1956 della prima cattedra di Linguistica Generale (istituita presso l’Università di Londra) nella storia della Gran Bretagna, adottò il termine struttura per designare i rapporti sintagmatici saussuriani come, ad esempio, “consonante-vocale-consonante” e “preposizione-nome”.
Data l’ampiezza del termine, la sua inevitabile equivocità che coinvolge regioni epistemologiche molto lontane, Hjelmslev impiega la parola “struttura”, ma non ne fornisce una definizione formale, preferendo distinguere tra la struttura del sistema (paradigmatica) e quella del processo (sintagmatica). La definizione è assente anche dagli Elementi di semiologia di R. Barthes, che negli anni '60 compendia e popolarizza la teoria hjelmsleviana.

### Operatività
A partire dal termine quadru-plex otteniamo per associazione quadrifrons, quadraginta ecc., ossia la serie delle parole che contengono la radice quadr-. Allo stesso modo, la desinenza -plex genera le associazioni multiplex, simplex, duplex ...
Per quanto riguarda l'operatività, la concezione della struttura è mutata attraverso le stagioni dello strutturalismo: essa era vista come produzione a partire da una serie associativa in Saussure. Tale concezione deve molto alla nozione psicologica di associazione; in Hjelmslev la struttura è piuttosto concepita come un’algebra, un puro calcolo (schema) presupposto dalla lingua di volta in volta intesa come norma, uso, atto. Hjelmslev si rifà alle ricerche del positivismo logico, in particolare a quelle di Carnap, e della scuola di Leopoli-Varsavia, per quel che riguarda i lavori di Tarski e di Ajdukiewicz.
A partire dagli anni '60, Greimas tenta di conciliare questa nozione di struttura sia con la grammatica generativa di Chomsky sia con la semantica generativa, sviluppata in alternativa da George Lakoff, nel tentativo di rendere conto degli oggetti semiotici attraverso i rispettivi modi di produzione. Negli anni a cavallo tra i '60 e i '70, semiotici come Greimas e Lotman avvicinano il funzionamento della struttura a un algoritmo. Parallelamente, a partire dagli studi di Ross Quillian, Umberto Eco generalizza il modello della rete semantica alla descrizione del funzionamento della cultura.
In seguito, Thom e Jean Petitot hanno proposto di oltrepassare la concezione logicista di struttura, avvertita come un limite, adottando una prospettiva matematizzante, attraverso la teoria delle catastrofi.

## Diversi usi, definizioni e controversie

### Ontologia o metodologia?
La transizione dallo strutturalismo classico alla semiologia, negli anni '60, si accompagna a una discussione sul significato teorico del termine "struttura". A partire dalla semplice domanda: “Esistono le strutture?”, Umberto Eco distingue due possibili nozioni di struttura: 
1. ontologica: le strutture sono reali e sono dotate del potere effettivo di determinare processi culturali, linguistici, psicoanalitici;
2. metodologica: la struttura è una pura ipotesi di lavoro del ricercatore.

Umberto Eco accusa i massimi esponenti dello strutturalismo (Lévi-Strauss, Derrida, Lacan) di propugnare surrettiziamente una concezione realista della struttura, in contraddizione con il principio saussuriano dell’arbitrarietà del segno che essi pongono a fondamento delle proprie ricerche.

### Strutture linguistiche ed economiche
Prima di Umberto Eco, anche Galvano della Volpe aveva criticato Lévi-Strauss e Roland Barthes, la cui nozione di struttura, avulsa dalla storia, finirebbe per trasformare lo strutturalismo in ideologia. Al contrario, la nozione linguistica di struttura è centrale nel tentativo di Galvano della Volpe di sottrarre il marxismo al proprio retaggio romantico e idealista nell’analisi della letteratura e delle arti.
Ferruccio Rossi-Landi concorda con della Volpe nel criticare Lévi-Strauss: la struttura lascia intravedere "un'umanità dotata di facoltà costanti, cioè con una coscienza sottratta al divenire storico". Polemizza tuttavia anche con Umberto Eco, il quale, nel criticare lo strutturalismo francese l'avrebbe sopravvalutato, testimoniando indirettamente l'ossequio della cultura italiana nei confronti di quella d'oltralpe. Per Rossi-Landi "(...) la struttura di fondo non è assente bensì presente", ed è quella dei "rapporti di produzione, al di sotto della quale non si può scendere senza che l'uomo storico cessi di essere oggetto del nostro discorso".